# Bordereau
Bordereau – pomocniczy dokument stosowany w transporcie kolejowym i samochodowym, przy organizacji przesyłek zbiorowych.
Jest wystawiany przez spedytora nadawczego i przesyłany do spedytora odbiorczego, który na jego podstawie może dokonać rozformowania przesyłki i wysyłać poszczególne partie ładunkowe do finalnych odbiorców. Zawiera także zestawienie ładunków tworzących daną przesyłkę zbiorczą oraz nazwy nadawców i odbiorców.